# Paul Jaeckel
 (août 2025).
Paul Jaeckel, né le 22 juillet 1998 à Eisenhüttenstadt en Allemagne, est un footballeur allemand qui évolue au poste de défenseur central.

## Biographie

### VfL Wolfsburg
Natif de Eisenhüttenstadt en Allemagne, Paul Jaeckel est formé par le VfL Wolfsburg. En mars 2018, Jaeckel est promu en équipe première par Bruno Labbadia, à la suite de plusieurs forfaits au sein de l'équipe professionnelle. Il joue son premier match le 7 avril 2018, contre le SC Fribourg, lors d'une rencontre de Bundesliga. Il est titularisé aux côtés de Robin Knoche ce jour-là, et son équipe s'impose sur le score de deux buts à zéro.

### Greuther Fürth
Le 30 août 2018, Paul Jaeckel signe un contrat de trois saisons avec Greuther Fürth, club évoluant alors en deuxième division allemande. Il joue son premier match sous ses nouvelles couleurs en entrant en cours de jeu face à l'Arminia Bielefeld, le 20 octobre 2018. Son équipe s'impose sur le score de trois buts à deux ce jour-là.

### Union Berlin
En fin de contrat à Greuther Fürth au 30 juin 2021, Paul Jaeckel s'engage librement avec l'Union Berlin. Le transfert est annoncé dès le mois d'avril.
Le 9 octobre 2022, Paul Jaeckel inscrit son premier but pour l'Union Berlin, lors d'une rencontre de championnat face au VfB Stuttgart. Titulaire, il donne la victoire à son équipe en étant le seul buteur de la partie, en propulsant de la tête le ballon dans les filets après un corner tiré par Niko Gießelmann,.

### En sélection
Paul Jaeckel reçoit cinq sélections dans la catégorie des moins de 18 ans.
Avec les moins de 19 ans, il dispute un match amical contre la Tchéquie en novembre 2016, où il joue une mi-temps.
Avec les moins de 20 ans, il reçoit deux sélections en mars 2019, contre le Portugal et la Pologne.

## Palmarès

### En club
- SpVgg Greuther Fürth
  - 2. Bundesliga
    - Vice-Champion en 2021

### En équipe nationale
- Allemagne espoirs
  - Championnat d'Europe espoirs
    - Vainqueur en 2021

## Statistiques
| Saison                | Club                  | Championnat           | Championnat | Championnat | Coupe(s) nationale(s) | Coupe(s) nationale(s) | Supercoupe | Supercoupe | Compétition(s) continentale(s) | Compétition(s) continentale(s) | Compétition(s) continentale(s) | Total | Total |
| Saison                | Club                  | Division              | M.          | B.          | M.                    | B.                    | M.         | B.         | Comp.                          | M.                             | B.                             | M.    | B.    |
| 2017-2018             | VfL Wolfsburg         | 1.Bundesliga          | 3           | 0           | -                     | -                     | -          | -          | -                              | -                              | -                              | 3     | 0     |
| Sous-total            | Sous-total            | Sous-total            | 3           | 0           | 0                     | 0                     | -          | -          | -                              | -                              | -                              | 3     | 0     |
| 2018-2019             | SpVgg Greuther Fürth  | 2.Bundesliga          | 22          | 0           | -                     | -                     | -          | -          | -                              | -                              | -                              | 22    | 0     |
| 2019-2020             | SpVgg Greuther Fürth  | 2.Bundesliga          | 22          | 1           | 1                     | 0                     | -          | -          | -                              | -                              | -                              | 23    | 1     |
| 2020-2021             | SpVgg Greuther Fürth  | 2.Bundesliga          | 23          | 1           | 2                     | 0                     | -          | -          | -                              | -                              | -                              | 25    | 1     |
| Sous-total            | Sous-total            | Sous-total            | 67          | 2           | 3                     | 0                     | -          | -          | -                              | -                              | -                              | 70    | 2     |
| 2021-2022             | Union Berlin          | 1.Bundesiga           | 24          | 0           | 4                     | 0                     | -          | -          | C4                             | 4                              | 0                              | 32    | 0     |
| 2022-2023             | Union Berlin          | 1.Bundesiga           | 16          | 1           | 2                     | 0                     | -          | -          | C3                             | 3                              | 0                              | 21    | 1     |
| 2023-2024             | Union Berlin          | 1.Bundesiga           | 5           | 0           | -                     | -                     | -          | -          | C1                             | 3                              | 0                              | 8     | 0     |
| Sous-total            | Sous-total            | Sous-total            | 45          | 1           | 6                     | 0                     | 0          | 0          | -                              | 10                             | 0                              | 61    | 1     |
| Total sur la carrière | Total sur la carrière | Total sur la carrière | 115         | 3           | 9                     | 0                     | 0          | 0          | -                              | 10                             | 0                              | 134   | 3     |